# Associação Argentina de Hóquei no Gelo e em Linha

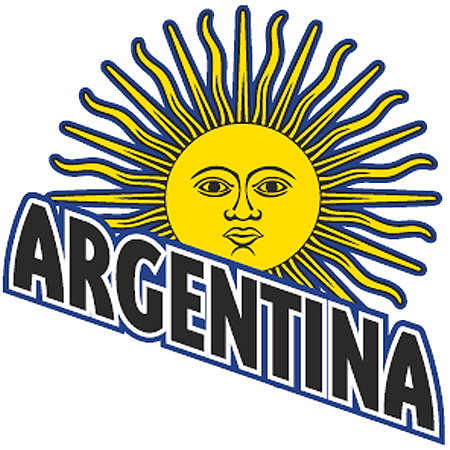
Logotipo da seleção argentina de hóquei no gelo (usado nos uniformes).

A Associação Argentina de Hóquei no Gelo e em Linha (espanhol: Asociación Argentina de Hockey sobre Hielo y en línea) é o órgão que dirige e controla o hóquei no gelo da Argentina, comandando as competições nacionais e a Seleção da Argentina de Hóquei no Gelo.